# Leucinodes labefactalis
Leucinodes labefactalis là một loài bướm đêm trong họ Crambidae.